# 비변사등록
비변사등록(備邊司謄錄)은 조선조 중·후기의 최고의결기관이었던 비변사에서 처리한 사건을 등록하여 광해군 9년(1617)부터 고종 29년(1892)까지의 12왕조 280여년 간의 기록이며 273책이다. 
1973년 12월 31일 대한민국의 국보 제152호 비변사등록부의정부등록(備邊司謄錄附議政府謄錄)으로 지정되었다가, 2010년 8월 25일 현재의 명칭으로 변경되었다.

## 개요
현존분이 완전한 일질은 못 되지만 각 왕대를 연하는 그 방대한 양은 《조선왕조실록》, 《승정원일기》, 《일성록》에 못지않은 귀중한 사료로서의 가치를 지닌다. 비변사의 설치는 정확한 연대가 밝혀지지 않고 있으며, 처음 임시기구로서의 비변사는 명칭도 책성사(築城司)였으나 1517년 6월 삼공(三公)의 의견에 따라 비변사(備邊司)라 개칭되고, 1522년 추자도 등지에 왜구가 침범한 것을 계기로 상설기구화되었다. 비변사는 임진왜란을 통해 급격히 기능이 확장되어 문·무고관의 합의기관으로 그 정치적 지위가 확고해졌다. 후기에는 비변사에 대한 부정적인 논란이 있었고, 흥선대원군의 섭정으로 그 기능이 의정부로 이관되었다.
비변사등록은 1년에 1책씩 작성하는 것이 원칙이었으나 사건이 번다한 경우는 2책 또는 3책으로 작성된 것이 있다. 본래 비변사가 설치된 해인 1517년을 기준으로 하면 모두 349년분이 되어야 하나, 임진왜란 이전의 기록은 전란 중에 산일되고 광해군 9년(1617) 이후의 것만이 남아 있다. 고종 2년(1865)에 비변사가 폐지된 뒤에도 고종 29년(1892)년까지 등록이 계속된 것은 그 업무가 의정부에 의해 계속되어 의정부가 비변사와 유사한 조직으로 그 사무를 처리하였기 때문이다. 그 서명이 《의정부등록》(議政府謄錄)과 같이 붙여졌지만, 내용이 종전의 것과 같고 체재도 동일하다.

## 구성
내용의 기재방식은 왕의 시대와 연월일, 매월마다 비변사의 구성원들을 기재한 좌목(座目)이 있고, 그 뒤에 회의한 내용이 서술되어 있는데, 그 시대마다 국가중대사의 전모와 경과, 그리고 사후처리까지 소상하게 기재되어 있다. 왕조별 내용은 광해군 9∼10년분(제1∼2책), 인조 2∼27년분(3∼13책), 효종 1∼8년분(제14∼19책), 현종 1∼12년분(제20∼30책), 숙종 1∼46년분(제31∼73책), 경종 3∼4년분(제74∼76책), 영조 1∼51년분(제77∼157책), 정조 1∼24년분(제158∼191책), 순조1∼34년분(제192∼222책), 헌종 1∼15년분(제223∼236책), 철종 1∼14년분(제237∼250책), 고종 1∼29년분(제251∼273책)으로 총 273책이다.
이중 결본은 광해군 10년 7월∼15년, 인조 2년 7∼12월, 3∼11년, 13∼15년, 17년 1월∼4월, 인조 17년 6월∼18년 9월, 인조 18년 11∼12월, 21년, 효종 2, 6, 9, 10년, 현종 7년, 13∼15년, 숙종 6∼7년, 22∼24년, 27년, 35년, 숙종 38년 7∼12월, 경종 1∼2년, 영조 19년 7월∼20년, 24년, 26년 7∼12월, 30년 1∼6월, 영조 48∼49년, 영조 52년, 정조 7년, 9년, 16년 7∼12월, 17년 7월∼18년 6월, 정조 19년, 23년 1∼6월, 순조 8년, 15년, 21년분, 헌종 8년, 고종 1∼2년, 4∼6년, 11년분이다.
이 책은 초서인 필사본을 해서로 옮겨 국사편찬위원회가 27책으로 축소 영인하였다.

## 같이 보기
- 의정부
- 한국의 역사

## 참고 자료
- 비변사등록 - 국가유산청 국가유산포털
- 비변사등록 원문
- 본 문서에는 서울특별시에서 지식공유 프로젝트를 통해 퍼블릭 도메인으로 공개한 저작물을 기초로 작성된 내용이 포함되어 있습니다.